# Porsche 550 Spyder
La Porsche 550 Spyder è un'automobile sportiva prodotta dalla casa automobilistica tedesca Porsche dal 1953 al 1957.

## Il contesto
Dopo che alcuni prototipi avevano partecipato ad alcune gare nel corso dell'anno (come la 24 Ore di Le Mans), nell'ottobre del 1953, al Salone dell'automobile di Parigi, viene presentato il prototipo della Porsche 550 Spyder, una vettura pensata per le competizioni su strada che, in quell'epoca, impazzavano sulle reti viarie europee e americane, raccogliendo un enorme consenso di pubblico e rappresentando il principale "veicolo" pubblicitario per le case automobilistiche.
Durante la fase di sviluppo, la Porsche utilizzò un prototipo realizzato dalla Carrozzeria Rometsch, allo scopo di sperimentare sui campi di gara le varie soluzioni tecniche proposte.

La denominazione “550 Spyder” contiene la doppia valenza, dove il “550” è derivato dal fatto che quel progetto era il 550º eseguito dallo studio di progettazione Porsche, e il termine “Spyder” era un indiretto richiamo alla Cisitalia 202 S MM, detta anche Spider Nuvolari, e omaggio a Pietro Dusio, sfortunato amico e benefattore della famiglia Porsche. 

## La vettura
Il telaio della vettura è "a scala", fatto di 2 grandi tubi longitudinali uniti da un traliccio di tubi trasversali, sormontato da una carrozzeria particolarmente profilata ed elegante, studiata nella galleria del vento dell'università di Stoccarda.

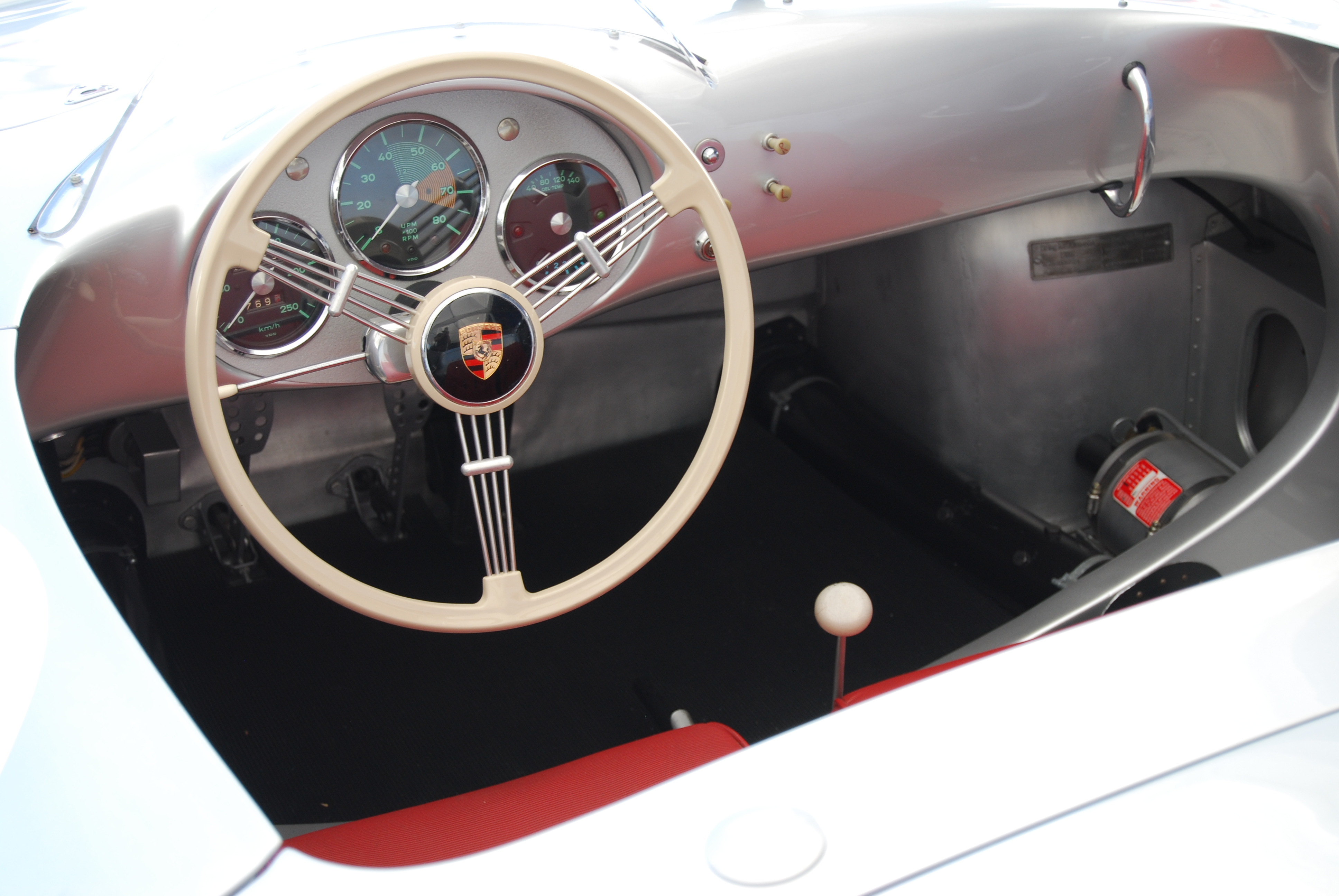
Interni di una 550

Il propulsore (Typ 547), installato in posizione centrale-posteriore, venne progettato e sviluppato da Ernst Fuhrmann. Si tratta di un 4 cilindri boxer di 1.498 cm³ (85 x 66 mm) raffreddato ad aria con quattro alberi a camme in testa. Aveva un complesso sistema di distribuzione che prevedeva 9 alberi, 14 coppie coniche e 2 cilindriche che permetteva di superare la soglia dei 7000 giri/min. La complessità comportava una lunga messa a punto e ad un lungo processo produttivo di quasi 220 ore di lavoro per un motore completo. L'alimentazione era affidata a 2 carburatori Solex doppio corpo 40PJJ. Il raffreddamento ad aria era affidato ad una ventola a doppia entrata che sormontava il 4 cilindri. Alla prima prova al banco sviluppò una potenza di 112 CV, tuttavia al massimo dello sviluppo arrivò a 180 CV. Nelle versioni stradali più "tranquille" erogava potenza di 70 CV mentre toccò 135 CV nelle vetture ufficiali vincitrici della Targa Florio.
La leggerezza della vettura (590 kg), la penetrazione aerodinamica e la buona distribuzione delle masse, consentivano di raggiungere la velocità di 220 km/h, con capacità di accelerazione da 0 a 100 km/h in meno di 10 secondi, mantenendo spiccate doti di agilità direzionale e grande tenuta di strada. Le sue doti di estrema agilità nella versione da corsa erano in gran parte dovute alla particolare conformazione del telaio che per risparmiare peso fu alleggerito ai massimi livelli, con la conseguenza che poteva essere soggetto a rotture e quindi a pericolosi inconvenienti. Questo problema fu abilmente risolto pressurizzando l'interno del telaio tubolare e ponendo un manometro tra la strumentazione in modo che il pilota a seconda della perdita di pressione potesse decidere se ritirarsi o continuare.
Nel novembre del 1954, subissato dalle richieste dopo la convincente partecipazione alla Carrera Panamericana di quell'anno, Ferry Porsche decise di iniziare anche una produzione di "550 Spyder" per clienti sportivi, generalmente definite "550S" e, successivamente di stradali in piccola serie, generalmente definite "550A". In totale vennero costruite 90 esemplari, di cui soli 15 in versione corsa "550RS" e "550A RS".

## Dati tecnici
| Caratteristiche tecniche - Porsche 550 RS 1500 (1955)                         | Caratteristiche tecniche - Porsche 550 RS 1500 (1955) | Caratteristiche tecniche - Porsche 550 RS 1500 (1955) | Caratteristiche tecniche - Porsche 550 RS 1500 (1955) | Caratteristiche tecniche - Porsche 550 RS 1500 (1955) | Caratteristiche tecniche - Porsche 550 RS 1500 (1955) |
| ----------------------------------------------------------------------------- | --- | --- | --- | --- | --- |
|                                                                               | | | | | |
| Configurazione                                                                | | | | | |
| Carrozzeria: spider 2 posti in alluminio                                      | Carrozzeria: spider 2 posti in alluminio | Posizione motore: posteriore centrale | Posizione motore: posteriore centrale | Trazione: posteriore | Trazione: posteriore |
| Dimensioni e pesi                                                             | | | | | |
| Interasse: 2100 mm                                                            | Interasse: 2100 mm | Carreggiate: anteriore 1290 - posteriore 1250 mm | Carreggiate: anteriore 1290 - posteriore 1250 mm | Altezza minima da terra: | Altezza minima da terra: |
| Posti totali: 2                                                               | Posti totali: 2 | Bagagliaio: | Bagagliaio: | Serbatoio: | Serbatoio: |
| Masse                                                                         | a vuoto: 550 kg | a vuoto: 550 kg | a vuoto: 550 kg | a vuoto: 550 kg | a vuoto: 550 kg |
| Meccanica                                                                     | | | | | |
| Distribuzione: bialbero in testa con alberi di rinvio, 2 valvole per cilindro | Distribuzione: bialbero in testa con alberi di rinvio, 2 valvole per cilindro | Distribuzione: bialbero in testa con alberi di rinvio, 2 valvole per cilindro | Alimentazione: 2 carburatori doppio corpo Solex 40PJJ | Alimentazione: 2 carburatori doppio corpo Solex 40PJJ | Alimentazione: 2 carburatori doppio corpo Solex 40PJJ |
| Prestazioni motore                                                            | Potenza: 110CV a 6200 giri/min. | Potenza: 110CV a 6200 giri/min. | Potenza: 110CV a 6200 giri/min. | Potenza: 110CV a 6200 giri/min. | Potenza: 110CV a 6200 giri/min. |
| Accensione: 2 candele per cilindro, 2 bobine, 2 spinterogeni                  | Accensione: 2 candele per cilindro, 2 bobine, 2 spinterogeni | Accensione: 2 candele per cilindro, 2 bobine, 2 spinterogeni | Impianto elettrico: | Impianto elettrico: | Impianto elettrico: |
| Frizione: monodisco a secco                                                   | Frizione: monodisco a secco | Frizione: monodisco a secco | Cambio: a sbalzo in blocco con il differenziale, 4 marce e retromarcia | Cambio: a sbalzo in blocco con il differenziale, 4 marce e retromarcia | Cambio: a sbalzo in blocco con il differenziale, 4 marce e retromarcia |
| Telaio                                                                        | | | | | |
| Corpo vettura                                                                 | tubolare a scala in acciaio | tubolare a scala in acciaio | tubolare a scala in acciaio | tubolare a scala in acciaio | tubolare a scala in acciaio |
| Sterzo                                                                        | a vite e dito | a vite e dito | a vite e dito | a vite e dito | a vite e dito |
| Sospensioni                                                                   | anteriori: ruote indipendenti, barre di torsione, doppi bracci oscillanti, ammortizzatori idraulici, barra antirollio / posteriori: ruote indipendenti, barre di torsione, doppi bracci oscillanti, ammortizzatori idraulici | anteriori: ruote indipendenti, barre di torsione, doppi bracci oscillanti, ammortizzatori idraulici, barra antirollio / posteriori: ruote indipendenti, barre di torsione, doppi bracci oscillanti, ammortizzatori idraulici | anteriori: ruote indipendenti, barre di torsione, doppi bracci oscillanti, ammortizzatori idraulici, barra antirollio / posteriori: ruote indipendenti, barre di torsione, doppi bracci oscillanti, ammortizzatori idraulici | anteriori: ruote indipendenti, barre di torsione, doppi bracci oscillanti, ammortizzatori idraulici, barra antirollio / posteriori: ruote indipendenti, barre di torsione, doppi bracci oscillanti, ammortizzatori idraulici | anteriori: ruote indipendenti, barre di torsione, doppi bracci oscillanti, ammortizzatori idraulici, barra antirollio / posteriori: ruote indipendenti, barre di torsione, doppi bracci oscillanti, ammortizzatori idraulici |
| Freni                                                                         | anteriori: a tamburo, comando idraulico / posteriori: a tamburo, comando idraulico | anteriori: a tamburo, comando idraulico / posteriori: a tamburo, comando idraulico | anteriori: a tamburo, comando idraulico / posteriori: a tamburo, comando idraulico | anteriori: a tamburo, comando idraulico / posteriori: a tamburo, comando idraulico | anteriori: a tamburo, comando idraulico / posteriori: a tamburo, comando idraulico |
| Pneumatici                                                                    | 5,00-16 ant. 5,25-16 post. | 5,00-16 ant. 5,25-16 post. | 5,00-16 ant. 5,25-16 post. | 5,00-16 ant. 5,25-16 post. | 5,00-16 ant. 5,25-16 post. |
| Prestazioni dichiarate                                                        | | | | | |
| Velocità: 220 km/h                                                            | Velocità: 220 km/h | Velocità: 220 km/h | Accelerazione: | Accelerazione: | Accelerazione: |

## I piloti
Per le doti di leggerezza e maneggevolezza venne soprannominata "Giant Killer" dai piloti, che al volante di queste Spyder ebbero più volte ragione di vetture ben più potenti e blasonate o di barchette inglesi ed italiane.
Molti piloti anche privati parteciparono con successo a molte competizioni in giro per il mondo. Tra questi anche Hans Herrmann che portò questa vettura in gara alle Mille Miglia del 1953 e 1954; Wolfgang von Trips che la pilotò al Nurburgring e Fritz Huschke von Hanstein che guidò la vettura a Le Mans e alla 12 Ore di Sebring. Probabilmente però il più famoso è James Dean, il giovane attore-pilota statunitense che proprio a bordo di una di queste vetture morì nel 1955. Egli aveva battezzato la sua vettura col numero 130 e il nome "Little Bastard".
Su una di queste vetture per la prima volta venne montato un alettone. In occasione della 1000 Km del Nurburgring del 1956 una Porsche 550 privata in prova segnò un tempo di 20 secondi circa inferiore a quello delle 550A ufficiali. Questo perché venne dotata di un grande alettone arancione con effetto deportante al di sopra l'abitacolo dal pilota-ingegnere svizzero Michael May. Non poté partecipare alla gara a causa dell'opposizione di Huschke von Hanstein, responsabile del reparto corse Porsche ma dimostrò la validità della sua idea, che venne trasferita sulle auto da corsa da quel momento in poi.
Sempre nel 1956 vince la famosa Targa Florio nel Parco delle Madonie con a bordo il pilota italiano Umberto Maglioli nella versione RS. Da quel momento la Porsche dedica il modello Targa (automobile) .
Su YouTube si può vedere lo storico filmato dal titolo "TARGA FLORIO 1956"